# Melissa Ferrick
Melissa Ferrick (Ipswich, 21 de setembro de 1970) é uma singer-songwriter estado-unidense. Além disso, ela leciona música na Northeastern University e no Berklee College of Music.

## Vida pregressa
Melissa Ferrick passou a infância e juventude em Ipswich, Massachusetts. Seu pai, John, era professor de escola pública e gerenciava diversas bandas de free jazz. Quando criança, Melissa costumava acompanhar o pai em clubes na North Shore de Boston para assistir às bandas tocarem. Melissa começou a ter aulas de violino clássico aos cinco anos de idade e depois passou para o piano. No ensino fundamental e médio, também aprendeu trompete e baixo. Ao todo, Melissa passou por 15 anos de aula musical formal, incluindo dois anos no Berklee College of Music, tendo abandonado o curso para seguir carreira musical.

## Carreira
Melissa Ferrick começou sua carreira cantando e tocando em cafés no East Village, na cidade de Nova York. Eles receberam muita publicidade em 1991, quando substituíram, no último minuto, a banda de abertura do cantor Morrissey em um dos shows de sua turnê. Posteriormente, assinaram um contrato de gravação com a Atlantic Records e lançaram seus dois primeiros álbuns, Massive Blur, em 1993, e Willing to Wait, em 1995.[carece de fontes?]
Em 1996, eles — em suas palavras — "chegaram ao fundo do poço" com o álcool. Depois de ficarem sóbrios, eles retornaram à música, assinando com a gravadora independente What Are Records?. Melissa Ferrick lançou três álbuns pela gravadora; Made of Honor, Everything I Need e Freedom, este último inspirado em The Velvet Rope, de Janet Jackson. Seu álbum de 1998, Everything I Need, foi indicado ao prêmio de Álbum do Ano pelo Gay & Lesbian American Music Awards (GLAMA).
Em 2000, Melissa Ferrick fundou sua própria gravadora, a Right On Records. O primeiro álbum de estúdio lançado por sua própria gravadora foi "Skinnier Faster Live at the BPC" .
In the Eyes of Strangers, lançado em outubro de 2006, foi o sexto álbum lançado pela Right On Records. Melissa Ferrick financiou parcialmente os custos de gravação com as vendas das músicas através do seu site. Seu décimo quarto álbum, Goodbye Youth, foi lançado em setembro de 2008. Na primavera de 2010, eles lançaram um álbum de covers chamado Enough About Me. Em 2011, ela lançou o álbum Still Right Here com músicas originais.

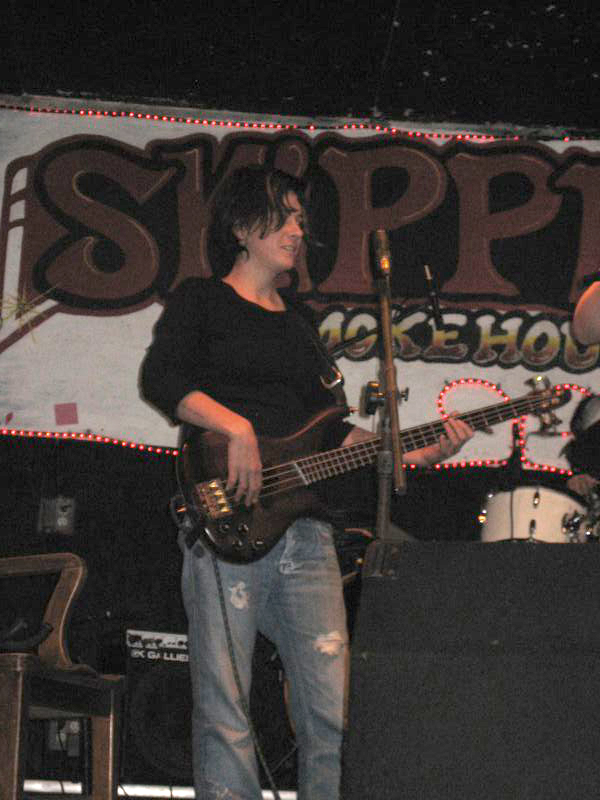
Melissa Ferrick tocando baixo, em 2006

Durante as apresentações ao vivo, Melissa Ferrick costuma se autoacompanhar com um violão acústico Collings OM3 SB. Eles também experimentaram pedais de loop e uma variedade de acompanhamentos, incluindo, em particular, instrumentos de sopro.
A rigorosa agenda de turnês de Melissa Ferrick geralmente inclui mais de 150 shows por ano. Eles fazem shows solo em clubes de pequeno e médio porte e em vários festivais, bem como em locais maiores acompanhados por uma banda. Em 2007, eles se apresentaram no Michigan Womyn's Music Festival e abriram para Ani Difranco. Sua música "Drive", do álbum Freedom, tornou-se popularmente conhecida como um "hino lésbico".
Em 2017, o Spotify resolveu uma ação coletiva movida por Melissa Ferrick e David Lowery, que alegaram que a empresa não pagou os royalties devidos aos músicos cujas músicas foram transmitidas no serviço. O Spotify reservou US$ 43 milhões para compensar músicos, compositores e editoras.
Suas inspirações musicais incluem Bruce Springsteen, The Pretenders, Rickie Lee Jones, Paul Simon, Earth Wind and Fire, Tori Amos, Radiohead, Dave Matthews e Joan Armatrading.

## Vida pessoal
Melissa Ferrick é uma pessoa queer e não se conforma com gênero. Usa pronomes eles/elas, mas não "abandonou" completamente ela/dela.

## Discografia
- 1993 – Desfoque massivo
- 1995 – Disposto a esperar
- 1996 – Feito de Honra
- 1997 – Melissa Ferrick +1 (ao vivo)
- 1998 – Tudo o que preciso
- 2000 - Liberdade
- 2001 – Mais magro, mais rápido, ao vivo no BPC (ao vivo)
- 2001 – Mágoa de São Valentim
- 2002 – Ouça com atenção
- 2003 – 70 pessoas a 7000 pés (ao vivo)
- 2004 – O Outro Lado
- 2006 – Aos olhos de estranhos
- 2006 – Década (vídeo)
- 2007 – Ao vivo no Union Hall (ao vivo)
- 2008 – Adeus Juventude
- 2010 – Chega de falar de mim
- 2011 – Ainda aqui
- 2013 – A verdade é
- 2015 – Melissa Ferrick